# Eumegaparia flaveola
Eumegaparia flaveola är en tvåvingeart som först beskrevs av Daniel William Coquillett 1902.  Eumegaparia flaveola ingår i släktet Eumegaparia och familjen parasitflugor. Inga underarter finns listade i Catalogue of Life.